# Vicent Boluda Fos
Vicent Boluda Fos (València, 31 de març de 1955) és un empresari valencià, president del Grup Boluda. Va ser president del Reial Madrid Club de Futbol entre els mesos de gener i juny de 2009.

## Biografia
Va néixer a València el 31 de març de 1955, fill i net de naviliers del barri del Grau, es va doctorar en Dret per la Universitat Complutense de Madrid i es graduà en Ciències Jurídiques, amb diferents Màsters en Assessorament Jurídic de l'Empresa per la Universitat CEU San Pablo i en Dret marítim per la Universitat de Londres.
És president del Grup Boluda, primera empresa naval privada a Espanya, i tercera europea al sector del remolcament de naus.
El 1998, per la seva gestió al capdavant del Grup Boluda, va rebre el premi Emprenedor de l'Any, atorgat per la consultora Ernst & Young.
És membre de diferents acadèmies i associacions, entre les quals l'Acadèmia Espanyola de Jurisprudència i Legislació, l'Associació de Naviliers Espanyols i el Propeller Club de València, i és president de l'Associació Nacional d'Armadors de Remolcadors (ANARE), de Terminals Marítimes del Sud-est (TMS) i de la Comissió de Tràfics Especials ANAVE.
En l'actualitat és a més Vicepresident Primer de la Cambra de Comerç, Indústria i Navegació de València; Vicepresident Associació Naviliers Espanyols ANAVE; i Notable del Consell Superior de Cambres de Comerç.
Ha estat també assessor jurídic del Ministeri de Defensa i agent especialista en assegurances marítimes.
Va ser designat vicepresident del Reial Madrid per Ramón Calderón el 4 de juliol de 2006, substituint a aquest a la presidència del club blanc el 16 de gener de 2009.
Des del 28 de gener de 2011 és president de l'Associació Valenciana d'Empresaris. Recentment, Boluda ha demanat públicament el Pacte Fiscal per al País Valencià.

## Corrupció
El 2013 va començar a ser investigat al Jutjat d'Instrucció número 2 de València per un presumpte frau de 400.000 € al Fons Social Europeu comés mitjançant l'emissió de factures irregulars per part de la Unión Naval de Valencia SA, empresa de la seua propietat. En gener de 2014, la Unitat de Delinqüència Econòmica i Fiscal (UDEF) de la Policia Nacional va elaborar un informe on afirmava que havia detectat irregularitats en les factures confiscades a la seu de Unión Naval de Valencia SA.
El 25 de març de 2014, la jutgessa que investigava aquest presumpte frau va decretar el secret de sumari per garantir la confidencialitat de les perquisicions amb l'objectiu d'evitar la manipulació i destrucció de proves. Les perquisicions van indagar si el director de Recursos Humans (Francisco T. H.) i l'exdirectora (Alicia M. G.) modificaren entre 2008 i 2011 el conceptes de factures de les contractes amb Progrene Segurlabor i Angloval.
Per aquesta causa, Vicent Boluda va ser finalment absolt per la secció quinta de l'Audiència Provincial de València, però sí que va condemnar Francisco Tirado, responsable de recursos humans de la drassana, a dos anys de presó per la falsificació de factures amb les quals justificar cursos de formació durant el període 2008-2010. Tanmateix, Boluda va ser també esquitxat posteriorment per altres fets com el cobrament d'un dividend de 100 milions d'euros des de Luxemburg.